# Скруббер Вентури

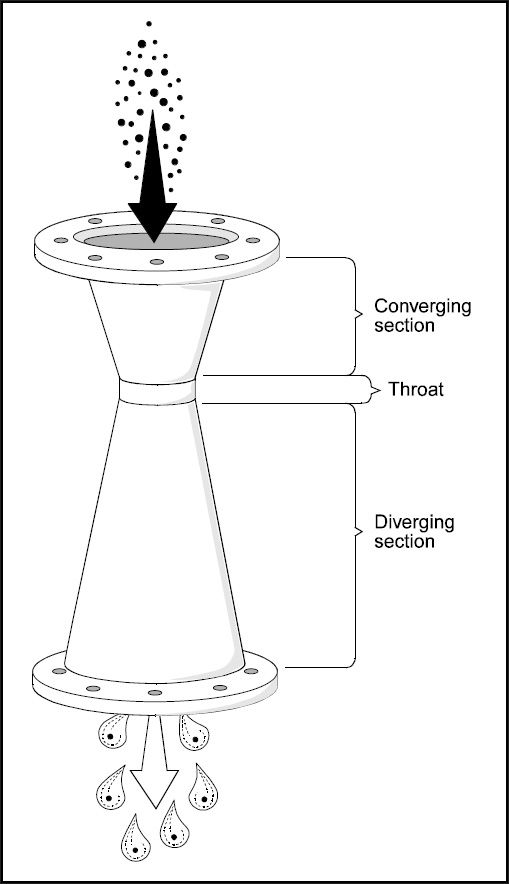
Рис. 1 Труба Вентури: Converging section — сужающаяся секция; Throat — горловина; Deverging section — расширяющаяся секция

Скруббер Вентури — устройство для очистки газов от примесей. Его работа основана на дроблении воды турбулентным потоком газа, захвате каплями воды частиц пыли, коагуляции этих частиц с последующим осаждением в каплеуловителе инерционного типа.
Вентури-устройства используются уже более 100 лет для измерения расходов жидкости и в других приложениях. В 1949 году было обнаружено, что Вентури-устройства могут быть использованы для очистки газов от пыли.
Простейший скруббер Вентури включает трубу Вентури и прямоточный циклон. На рис. 1 показана классическая конфигурация скруббера Вентури.

## Принцип действия

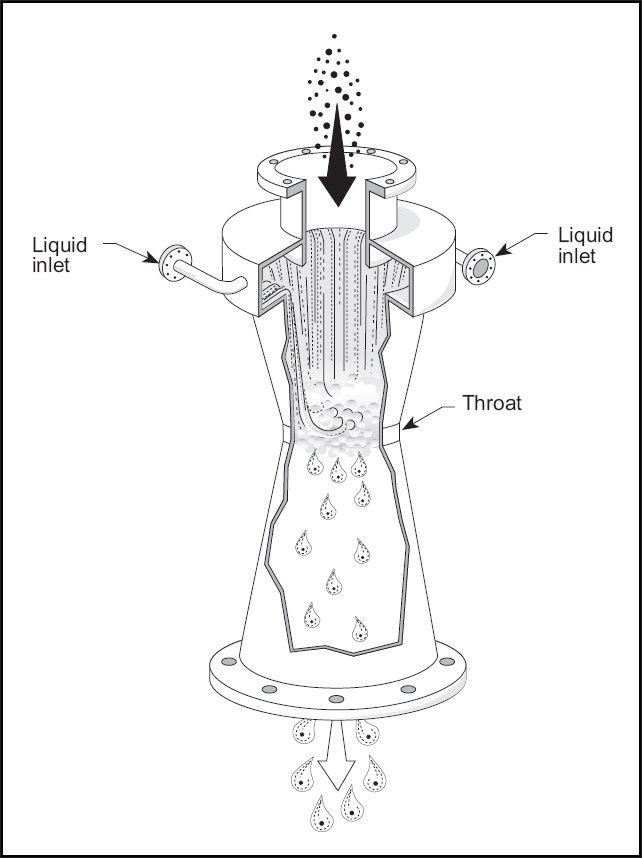
Рис. 2 Труба Вентури с влажной горловиной: Throat — горловина; Liquid inlet — подача жидкости

Скруббер Вентури состоит из трёх секций: сужающейся секции, небольшой горловины, и расширяющейся секции.
Входящий поток газа поступает в сужающуюся секцию, и по мере того, как площадь поперечного сечения потока уменьшается, скорость газа увеличивается (согласно Уравнению Бернулли). В то же время, сбоку по патрубкам в сужающуюся секцию (или в горловину) поступает жидкость.
Поскольку газ вынужден двигаться с очень большими скоростями в небольшой горловине, то здесь наблюдается большая турбулентность потока газа. Эта турбулентность разбивает поток жидкости на очень большое количество очень мелких капель. Пыль, содержащаяся в газе, оседает на поверхности этих капель. Покидая горловину, газ, перемешанный с облаком мелких капель жидкости, переходит в расширяющуюся секцию, где скорость газа уменьшается, турбулентность снижается и капли собираются в более крупные. На выходе из скруббера капли жидкости с адсорбированными на них частицами отделяются от потока газа.
Скрубберы Вентури могут быть использованы как для очистки газа от мелких частиц, так и для очистки от загрязнений в виде инородных газов. Однако они наиболее эффективны для очистки газа от частиц, чем для очистки от инородных газов.

## Проблемы эксплуатации

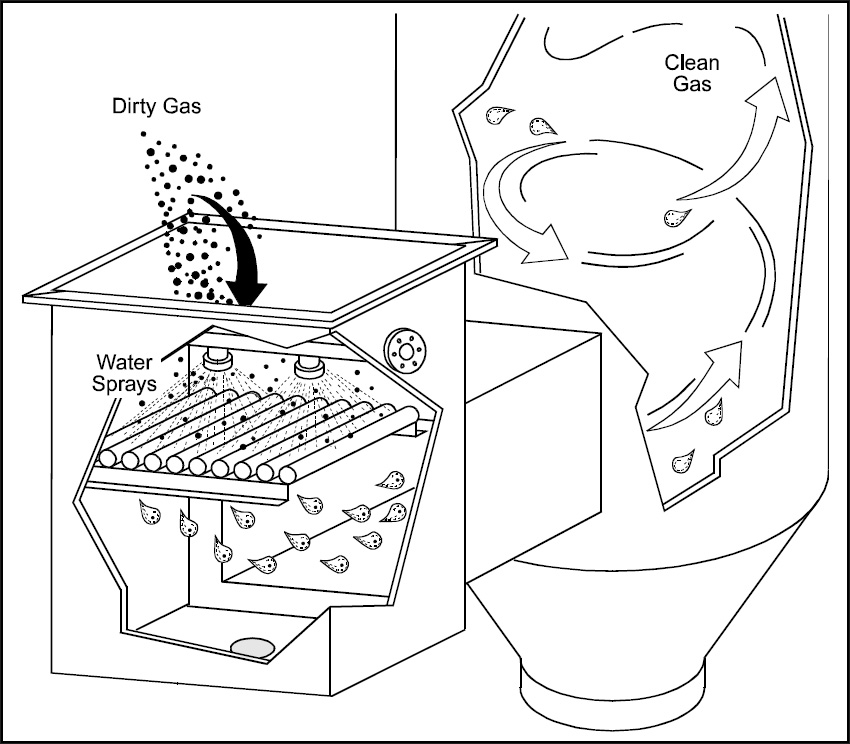
Рис. 3 Прямоточный скруббер Вентури и каплеуловитель: Dirty Gas — загрязнённый газ; Clean Gas — очищенный газ.

Основной проблемой эксплуатации данного вида технических устройств является абразивный износ стенок скруббера, возникающий вследствие высоких скоростей газа, которые в горловине могут достигать значений 430 км/ч. Твёрдые частицы или капли жидкости, двигаясь с такой скоростью и соударяясь со стенками, вызывают быструю эрозию стенок.
Износ может быть уменьшен, если стенки горловины изнутри покрыть карбидом кремния, для удобства сделав внутреннюю втулку из этого вещества сменной.
Износ может также происходить в колене в нижней части скруббера. Для уменьшения износа здесь, дно колена, ведущего в разделитель, заполняют слоем той же жидкости, которую подают в скруббер в верхней части. Частички и капельки жидкости попадают в этот слой, и ударные нагрузки на стенки уменьшаются.